# James William McCarthy
James William McCarthy (* 30. Januar 1853 in Newcastle upon Tyne, England, Vereinigtes Königreich; † 24. Dezember 1943 in Dumfries, Dumfriesshire, Schottland, Vereinigtes Königreich) war ein schottischer Geistlicher.
McCarthy wurde am 4. Mai 1879 in der St. Andrew’s Cathedral in Glasgow zum Priester für das Erzbistum Glasgow geweiht. Papst Pius X. ernannte ihn am 25. Mai 1914 zum Bischof von Galloway. Donald Aloysius Mackintosh, Koadjutor-Erzbischof von Glasgow, spendete ihn am 24. September 1929 in St. Andrew’s Church in Dumfries die Bischofsweihe. Mitkonsekratoren waren George John Smith, Bischof von Argyll and the Isles, und John Joseph Keily, Bischof von Plymouth.
McCarthy wurde auf dem St. Andrew Friedhof in Dumfries bestattet. Nach seinem Tod folgte ihm sein Koadjutor William Henry Mellon als Bischof nach.